# Svala Björgvinsdóttir
Svala Björgvinsdóttir, występująca też jako Svala, Svala Björgvins lub Kali (ur. 8 lutego 1977 w Reykjavíku) – islandzka piosenkarka, reprezentantka Islandii w 62. Konkursie Piosenki Eurowizji w 2017 roku.

## Życiorys

### Wczesne lata
Svala Björgvinsdóttir urodziła się 8 lutego 1977 w Reykjavíku, jest córką piosenkarza i producenta muzycznego, Björgvina Halldórssona. W wieku siedmiu lat nagrała kilka dżingli oraz wystąpiła jako wokal wspierający na jednej z płyt swojego ojca. W tym samym roku po raz pierwszy wystąpiła publicznie jako piosenkarka Jako dziewięciolatka zadebiutowała na pierwszym miejscu krajowej listy przebojów z utworem świątecznym „Fyrir Jól”, który nagrała z ojcem. Dwa lata później znów zdobyła z nim szczyt notowań, tym razem z drugą świąteczną piosenką – „Ég hlakka svo til”.
Przez siedem lat trenowała balet w Icelandic National Theatre Ballet. W tym samym czasie grała w szkolnym zespole muzycznym.

### Kariera
W wieku 16 lat stworzyła zespół Scope z dwoma DJ-ami i producentem muzycznym. Grupa wystąpiła jako support przed zespołami The Prodigy i Saint Etienne. Ich autorska wersja piosenki „Was That All It Was?” z repertuaru Jean Carne stała się przebojem w kraju.
Po jakimś czasie Björgvinsdóttir podpisała kontrakt płytowy z wytwórnią muzyczną Skifan Records, a po wydaniu kilku piosenek ze Scope ostatecznie odeszła z zespołu, by dołączyć do grupy Bubbleflies grającej muzykę łączącą indie, dance i funk. Wraz z zespołem wydała kilka utworów oraz odbyła ogólnokrajową trasę koncertową.
Jako osiemnastolatka nawiązała współpracę ze szkockim producentem, Ianem Morrowem, z którym zaczęła pisać piosenki na swój debiutancki, solowy album. W 1999 roku podpisała kontrakt na sześć płyt z wytwórniami EMI i Priority Records, a po zawarciu umowy wyjechała do Los Angeles, gdzie kontynuowała pisanie materiału na płytę. Jesienią 2001 roku wydała swój pierwszy album studyjny zatytułowany The Real Me, która promowana była przez singiel o tym samym tytule. Krążek osiągnął status platynowej płyty za sprzedaż w Islandii, był też sprzedawany w Niemczech, Hiszpanii i Japonii.

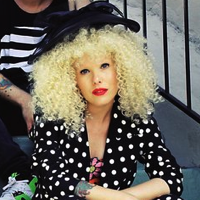
Svala Björgvinsdóttir, 2010

Po powrocie do kraju Svala zaczęła pisać materiał na swoją drugą płytę. Ostatecznie album studyjny zatytułowany The Bird of Freedom ukazał się w 2005 roku. Krążek uzyskał status złotej płyty w kraju. 8 lutego 2006 roku wraz z mężem Einarem „Mega” Egilssonem i jego młodszym bratem Edvardem „Eddiem” stworzyła zespół muzyczny o nazwie Steed Lord, grający muzykę elektroniczną. Kilka miesięcy później do składu grupy dołączył brat muzyków, Elli. Po zagraniu kilku koncertów na terenie Islandii grupa zyskiwała coraz większą rozpoznawalność. Później zaczęli grać koncerty także poza krajem. W 2006 roku nawiązali współpracę ze szwedzką marką odzieżową WESC, której zostali ambasadorami. W 2007 roku zaprojektowali ubrania dla firmy H&M, które dostępne były w sklepach w ponad stu krajach na świecie.
9 kwietnia 2008 roku zespół wyruszył w drogę na lotnisko, skąd mieli uda się w kierunku Skandynawii. Podczas jazdy muzycy ulegli wypadkowi samochodowemu, a ich pojazd, prowadzony przez ojczyma piosenkarki, zderzył się czołowo z autem jadącym w przeciwnym kierunku. Pasażerowie, czyli Svala oraz bracia Edvard i Elli Egilssonowie odnieśli poważne obrażenia (w tym złamania kończyn), natomiast Einar musiał przejść trzy operacje ratujące życie i ostatecznie wyszedł ze szpitala po czterech miesiącach rekonwalescencji. Po powrocie do koncertowia zespół występował wraz z kanadyjskim duetem Chromeo podczas ich amerykańskiej trasy koncertowej.
Latem 2009 roku Björgvinsdóttir wraz z zespołem przeprowadziła się do Los Angeles, a na początku 2010 roku Elli Egilsson ogłosił odejście z zespołu, by rozwijać się jako twórca sztuk wizualnych. Podczas pobytu w Stanach Zjednoczonych wystąpiła na paradzie równości w San Francisco. W 2012 roku zaprezentowała własną linię ubrań sygnowaną nazwą Kali. Jesienią 2015 roku została jurorką w islandzkiej wersji programu The Voice.
W 2017 roku piosenkarka brała udział w islandzkich eliminacjach eurowizyjnych Söngvakeppnin 2017, do których zgłosiła się z utworem „Ég veit það”. 4 marca 2017 roku wystąpiła w drugim półfinale selekcji i awansowała do organizowanego tydzień później finału. Wykonała w nim anglojęzyczną wersję swojej piosenki – „Paper” – i zajęła z nią pierwsze miejsce w głosowaniu jurorów (w pierwszej rundzie głosowania) i telewidzów (w obu rundach), dzięki czemu została ogłoszona reprezentantką Islandii w 62. Konkursie Piosenki Eurowizji organizowanym w Kijowie. 9 maja wystąpiła w pierwszym półfinale konkursu i zajęła piętnaste miejsce, przez co nie awansowała do finału.

### Życie prywatne
27 lipca 2013 roku wzięła ślub ze swoim partnerem, Einarem Egilssonem. Ceremonia odbyła się w Islandii.

## Muzyka

### Inspiracje
Svala Björgvinsdóttir jako swoje inspiracje muzyczne wymienia wykonawców, takich jak m.in. Patsy Cline, Fleetwood Mac, The Carpenters, Ella Fitzgerald, Lionel Richie, Madonna, Mary J. Blige, Joe czy Sisqó.

## Dyskografia

### Albumy studyjne
- The Real Me (2001)
- The Bird of Freedom (2005)